# Bellasi
Bellasi est une écurie de course automobile italienne fondée en 1966 par Guglielmo Bellasi. Bellasi a participé à deux Grands Prix de Formule 1 en 1970 et 1971, sans inscrire de point. Bellasi est revenu à la Formule 1 en 1978 lorsque Arturo Merzario, fondateur de l'écurie Team Merzario eut recours aux conseils et aux moyens techniques de Guglielmo Bellasi pour concevoir le châssis de ses monoplaces.

## Historique
Guglielmo Bellasi, constructeur de voitures de course, décide au milieu des années 1960 de concevoir une monoplace de course et de monter sa propre structure pour s'engager dans le championnat italien de Formule 3. La Bellasi F3 est prête en 1966 et Guglielmo en tire un bon parti, notamment en terminant sur le podium de l'épreuve disputée sur le circuit du Lac de Garde. En 1967, Bellasi construit un second châssis confié à Sandro Angeleri. À partir de 1968, les Bellasi sont suffisamment fiables et performantes pour que d'autres écuries, dont le Jolly Club Suisse achètent des châssis pour faire courir de nombreux espoirs helvètes et italiens.
En 1969, le pilote suisse Silvio Moser rachète l'écurie Charles Vögele pour le compte de laquelle il courait en Formule 1 en 1967 et 1968. La nouvelle équipe, Silvio Moser Racing Team SA Lugano, créée en 1969, engage une Brabham BT24 ex-usine au volant de laquelle le Zurichois obtient à sept reprises sa qualification et inscrit un point lors du Grand Prix des États-Unis à Watkins Glen. En 1970, Moser est contraint de passer à l'échelon supérieur en devenant constructeur à part entière car le changement de réglementation (châssis monocoque obligatoire avec réservoir d'essence souple) l'empêche d’engager un ancien châssis Brabham comme à son habitude. Moser entre en contact avec Guglielmo Bellasi et le Silvio Moser Racing Team SA est engagé en championnat du monde.
La Bellasi F1 70 dispose d’un châssis monocoque en aluminium et est motorisée par un V8 Ford-Cosworth. La monoplace n'est pas prête à temps pour disputer les premières courses de la saison. Silvio Moser fait ses premiers tours de roue avec sa monture lors du Grand Prix des Pays-Bas mais ne réalise que le vingt-quatrième et dernier temps des essais qualificatifs et ne peut pas prendre part à la course. Il en est de même lors du Grand Prix de France où il échoue à quelques dixièmes de seconde du dernier qualifié Graham Hill. L'écurie, qui engage des frais sans retour sur investissement, commence à ressentir des difficultés financières et ne peut pas payer la prime d'engagement au Grand Prix de Grande-Bretagne. Moser manque encore sa qualification en Allemagne mais la délivrance arrive en Autriche où il se qualifie en vingt-quatrième et dernière place sur la grille. Il abandonne au bout de treize tours à la suite d'une surchauffe moteur. Moser rate encore une fois sa qualification lors de l'épreuve italienne, à Monza, et renonce à la tournée extra-européenne de fin de saison.
En 1971, la Bellasi ne prend part qu'à son Grand Prix national où Moser se qualifie en vingt-deuxième position avant de renoncer en course sur bris de suspension au cinquième tour. Il s'agit du dernier Grand Prix d'une Bellasi et de Silvio Moser.
En 1978, Arturo Merzario, qui a fondé sa propre écurie de Formule 1, le Team Merzario, décide de passer à l'échelon supérieur en construisant sa propre monoplace au lieu d'engager une March-client. Il fait appel à Guglielmo Bellasi pour l'aider à concevoir et construire la Merzario A1, qui se veut très ambitieuse puisque prévue pour exploiter l'effet de sol, la nouvelle découverte de Colin Chapman. L'A1, première "wing-car" du duo Merzario-Bellasi, est un échec : elle est trop lourde et mal finie aérodynamiquement ce qui est en totale contradiction avec le principe même de l'effet de sol. Elle ne parvient à prendre le départ que de huit épreuves dans la saison et ne reçoit le drapeau à damier qu'au Grand Prix de Suède à Anderstorp, avec huit tours de retard sur Niki Lauda, Merzario n'est pas classé et la collaboration Merzario-Bellasi prend fin à l'issue de la saison.

## Résultats en championnat du monde de Formule 1
| Saison | Écurie                   | Châssis       | Moteur               | Pneus    | Pilotes      | Grands Prix disputés | Points inscrits | Classement |
| ------ | ------------------------ | ------------- | -------------------- | -------- | ------------ | -------------------- | --------------- | ---------- |
| 1970   | Silvio Moser Racing Team | Bellasi F1 70 | Ford-Cosworth DFV V8 | Goodyear | Silvio Moser | 1                    | 0               | Non classé |
| 1971   | Jolly Club Switzerland   | Bellasi F1 70 | Ford-Cosworth DFV V8 | Goodyear | Silvio Moser | 1                    | 0               | Nn classé  |

| Saison | Écurie                   | Châssis       | Moteur               | Pneumatiques | Pilotes      | Courses | Courses | Courses | Courses | Courses | Courses | Courses | Courses | Courses | Courses | Courses | Courses | Courses | Points inscrits | Classement |
| Saison | Écurie                   | Châssis       | Moteur               | Pneumatiques | Pilotes      | 1       | 2       | 3       | 4       | 5       | 6       | 7       | 8       | 9       | 10      | 11      | 12      | 13      | Points inscrits | Classement |
| ------ | ------------------------ | ------------- | -------------------- | ------------ | ------------ | ------- | ------- | ------- | ------- | ------- | ------- | ------- | ------- | ------- | ------- | ------- | ------- | ------- | --------------- | ---------- |
| 1970   | Silvio Moser Racing Team | Bellasi F1 70 | Ford-Cosworth DFV V8 | Goodyear     |              | AFS     | ESP     | MON     | BEL     | P-B     | FRA     | GBR     | ALL     | AUT     | ITA     | CAN     | USA     | MEX     | 0               | Non classé |
| 1970   | Silvio Moser Racing Team | Bellasi F1 70 | Ford-Cosworth DFV V8 | Goodyear     | Silvio Moser |         |         | Forf    | Forf    | Nq      | Nq      | Forf    | Nq      | Abd     | Nq      |         |         |         | 0               | Non classé |
| 1970   | Jolly Club Switzerland   | Bellasi F1 70 | Ford-Cosworth DFV V8 | Goodyear     |              | AFS     | ESP     | MON     | P-B     | FRA     | GBR     | ALL     | AUT     | ITA     | CAN     | USA     |         |         | 0               | Non classé |
| 1970   | Jolly Club Switzerland   | Bellasi F1 70 | Ford-Cosworth DFV V8 | Goodyear     | Silvio Moser |         |         |         |         |         |         |         |         | Abd     |         |         |         |         | 0               | Non classé |

Légende : ici 